# تاريخ التمريض في المملكة المتحدة
يحاكي تاريخ التمريض في المملكة المتحدة تطور هذه المهنة منذ خمسينات القرن التاسع عشر ولغاية العصر الحديث. يعود تاريخ التمريض نفسه إلى العصور القديمة حين عملت دور العبادة على تقديم الرعاية اللازمة للمرضى. وفي بداية العصر المسيحي، مارس بعض النساء التابعين للكنيسة التمريض في المملكة المتحدة، وامتدت خدماتهن إلى تقديم الرعاية للمرضى في منازلهم. لم تحصل هؤلاء النساء على تدريب حقيقي موافق لمعايير العصر الحالي، لكن الخبرة علمتهن مهارات قيمة، خاصةً في استخدام الأعشاب والعقاقير الشعبية، واكتسب بعضهن شهرةً موازية لأطباء عصرهن. ما تزال بقايا الطابع الديني للتمريض في بريطانيا لغاية اليوم؛ فقد احتفظت الممرضة الكبيرة بالمسمى الوظيفي «أخت».

## في القرن التاسع عشر
قبل تأسيس المراكز التدريبية، كانت ممارسة التمريض غير رسمية وبأجر منخفض. تراوحت الأجور في مستشفيات لندن التطوعية بين 6-9 شلن لستة أيام في الأسبوع مع القليل من الطعام والمأوى، بينما كانت الأجور خارج لندن أقل بكثير. وصفت قلة من الممرضات بأنهن متعلمات. كانت خدمات المستشفيات متواضعة، مع ذلك، قدم بعضها وجبات طعام للممرضات. يعود استخدام لقب الأخت إلى الأخوات المتدينات اللاتي وظِفن بشكل منفصل عن الممرضات، وكن أكثر احترامًا وإخلاصًا للمرضى وراحتهم (الأمر الذي جعلهن في كثير من الأحيان في صراع مع سلطات المستشفى). وفي هذا الشأن، تفوقن عليهن مديرات التمريض؛ فقد كان عملهن إداريًا إلى حد كبير. قدمت الأخوات الممرضات للقديس جون الإلهي (تأسست عام 1848) وجمعية الأخوات القديسات للفقراء (1851) طواقم تمريضية للعديد من المستشفيات التعليمية الكبيرة في لندن حتى نهاية القرن تقريبًا، بما في ذلك كلية كينجز وتشارينغ كروس ومستشفيات الكلية الجامعية.
في دور إعانة الفقراء، نفذ الأصحاء منهم أعمال التمريض دون مقابل. وفي عام 1866، عملت 53 ممرضة في 11 دار عمل حضري، بأجر وسطي قدره 20 جنيه إسترليني و18 شلن.

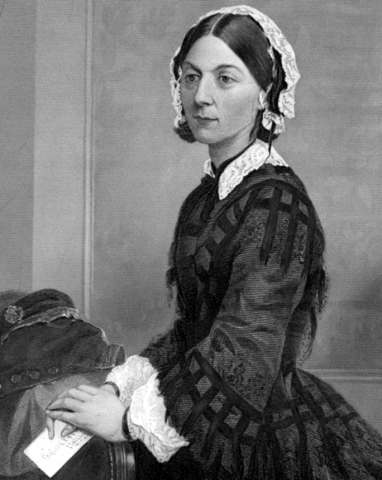
فلورنس نايتنجيل.

## فلورنس نايتنجيل
تعتبر فلورنس نايتنجيل مؤسسة مهنة التمريض الحديثة. في عام 1846، أُسست أول مدرسة لتدريب الممرضات في المستشفيات في مدينة كايزرفيرت في ألمانيا. تلقت نايتنجيل تدريبها في تلك المدرسة، وفي مستشفى سانت توماس عام 1860، تمكنت نايتنجيل من إنشاء أول مدرسة مصممة لتدريب الممرضات في لندن عوضًا عن تقديم خدمات التمريض للمستشفى.
في حرب القرم ضد روسيا، أوكل السير سيدني هربرت إلى نايتنجيل مهمة الإشراف على الممرضات في المستشفيات العسكرية في تركيا. وفي نوفمبر 1854، وصلت نايتنجيل إلى مستشفى باراك في سكوتاري، بصحبة عشر ممرضات وعشر راهبات من الكنيستين الأنجليكانية والرومانية الكاثوليكية. في البداية، لم يرغب الأطباء في وجود الممرضات في المستشفى ولم يطلبوا مساعدتهن، ولكن في غضون عشرة أيام وصل عدد من الضحايا الجدد من معركة إنكرمان، وانشغلت كامل الممرضات بذلك. ذعرت نايتنجيل مما رأته في المستشفى المؤقت؛ فقد أعاد الأطباء استخدام الخرق الملوثة بينما تكومت الخرق المستعملة فوق بعضها، في حين كان الجنود متسخين ينزفون. وضعت نايتنجيل بروتوكولات صحية محددة في المستشفى؛ وهذا خفض معدل الخسائر بنسبة 50%.
أبقت نايتنجيل نفسها بعيدة عن انتباه العامة بعد عودتها من حرب القرم في أغسطس 1856. وفي عام 1860، انتخبت عضوًا في الجمعية الإحصائية الملكية لمساهمتها في إحصائيات الجيش وإحصائيات المقارنة بين المستشفيات، وتعتبر أول امرأة تنال هذا المنصب.